# Nachfolge Jesu
Als Nachfolge Jesu oder Nachahmung Christi oder einfach als Nachfolge (lateinisch imitatio Christi oder imitatio Jesu) bezeichnen Christen eine Lebensweise, die sich von Jesus Christus leiten lassen will und im Glauben an seine Lehre und sein Vorbild ihm ganz zu folgen versucht. Sie beziehen sich dabei, wie die Urchristen, auf die Einladung Jesu von Nazaret an seine ersten Jünger Komm und folge mir nach!, die sie dazu bewog, ihn auf seiner Wanderschaft zu begleiten und an seiner Botschaft mitzuwirken. In der Christentumsgeschichte haben sich verschiedene Lebensformen entwickelt, die sich als Nachfolge Jesu Christi verstehen.

## Neues Testament
Dieser Abschnitt behandelt im Wesentlichen die vorliegende Textebene des Neuen Testaments. Für historische Rekonstruktionsversuche der Beziehung Jesu und seiner Anhänger zu Lebzeiten siehe den Artikel Jesus von Nazaret, besonders die Abschnitte Verhältnis zum Täufer Johannes und Anhänger.

### Die Berufung
Jesus berief Jünger – Männer und Frauen – in seine Nachfolge: Dies berichten alle Evangelien als seine ersten öffentlichen Handlungen. Sie überliefern verschiedene Typen von Berufungsgeschichten:
- das vollmächtige, diskussionslose Hinausrufen (altgriechisch ἀκολουθεῖν akolouthein, deutsch ‚folgen‘) aus Beruf, Besitz und Familie (Mk 1,16–18 EU):

„Als er am Galiläischen Meer entlangging, sah er Simon und Andreas, seinen Bruder, wie sie ihre Netze ins Meer warfen; denn sie waren Fischer. Und Jesus sprach zu ihnen: Folgt mir nach; ich werde euch zu Menschenfischern machen! Sogleich verließen sie ihre Netze und folgten ihm nach.“

- die freie Entscheidung zur Nachfolge Jesu, die dieser zunächst auf ihre Belastbarkeit prüft (Mt 8,19–22 EU):

„Da kam ein Schriftgelehrter zu ihm und sagte: Meister, ich will dir folgen, wohin du auch gehst. 20 Jesus antwortete ihm: Die Füchse haben ihre Höhlen und die Vögel ihre Nester; der Menschensohn aber hat keinen Ort, wo er sein Haupt hinlegen kann. 21 Ein anderer aber, einer seiner Jünger, sagte zu ihm: Herr, lass mich zuerst heimgehen und meinen Vater begraben! 22 Jesus erwiderte: Folge mir nach; lass die Toten ihre Toten begraben!“

- die Nachfolge durch Vermittlung anderer, die Jesu besondere Aufgabe weitererzählen (Joh 1,35 ff. EU):

„Am nächsten Tag stand Johannes und zwei seiner Jünger; und als er Jesus vorbeigehen sah, sprach er: Seht, das ist Gottes Lamm! Und die zwei Jünger hörten ihn reden und folgten Jesus nach.“

In allen drei Typen ist Jesus als eigentlicher Initiator der Nachfolge vorausgesetzt. Vor allem die zwölf Apostel werden als in dieser Weise Berufene und so zugleich ohne ihr Zutun von Gott Erwählte dargestellt.

### Jüdische Einflüsse
Zur Nachfolge Jesu gehört eine direkte Lehrer-Schüler-Beziehung, die es im Judentum seit der frühen Prophetie im Tanach gab. Schon Elija berief Elischa mitten aus seiner Berufsarbeit heraus (1 Kön 19,19–21 ). Auch dieser gab seinen Besitz auf, schlachtete sein Vieh und verbrannte sein Geschirr. Nur nach der Septuaginta war ihm der vorherige Abschied von seinen Eltern gestattet. Flavius Josephus (Antiquitates) bezeichnete die Prophetenjünger des 1. Jahrhunderts als „Nachfolger“ (epesthai).
Jesus wurde von seinen Zeitgenossen sowohl als Prophet wie als Rabbi bezeichnet. Ähnlich wie bei den damaligen Lehrhäusern der Pharisäer wirkte er als Lehrer der Tora. Wie sie lehrte er seine Nachfolger den Willen Gottes im Alltag zu halten, indem er verschiedene Gebote der Tora flexibel mit anderen Geboten auslegte und auf die Situation seiner Hörer bezog (Halacha). Er lehrte zugleich auch durch die Tat, vor allem durch Heilungen, die als Wunder Jesu erlebt wurden. Viele der Geheilten folgten ihm nach den Evangelien ebenfalls nach. 
Jesu Lehre war aber nicht an bestimmte feste Orte gebunden, sondern erfolgte unterwegs, oft auf freiem Feld oder am See, vom Boot aus (Lukas 5,1–3 ), auf Anhöhen oder in Häusern, in denen er – oft zur Überraschung der Bewohner – als Gast einkehrte, später im Jerusalemer Tempel. Seine Jünger wechselten den Lehrer nicht, sondern blieben als Christen ihr Leben lang seine Schüler. Er übergab ihnen zwar dieselbe Vollmacht, zu predigen und zu heilen (Mk 6,9 ff. ), dennoch blieb seine Lehre Maßstab für Auslegungen und Praxis: Sie kann nur ganz oder gar nicht befolgt werden (Mt 7,26–28 ).
Ferner war seine Nachfolge nicht Männern vorbehalten, sondern stand Frauen – laut Quellen offenbar von Beginn an – gleichwertig offen (Mk 1,30 f. ; Lk 8,2 f. ).

### Merkmale der Jüngerschaft Jesu
Die aus ihrer gesicherten Existenz in Jesu Nachfolge Gerufenen sind zur Verkündigung des Reiches Gottes beauftragt, nehmen also voll und ganz an Jesu eigener Sendung teil (Mk 1,16 ). Das Aufgeben aller bisherigen Bindungen zugunsten der Aufgabe, den Armen das Evangelium mit und wie Jesus zu verkünden, entspricht der Nähe dieses Reiches, das den vollen Lebenseinsatz verlangt.
- So erhalten Jesu Jünger seine Gabe zum Heilen und Austreiben der „Dämonen“, also jener Mächte, die Menschen am ganzen Menschsein hindern (Mk 3,14 EU; Lk 10,9 EU).
- Sie teilen Gottes Segen wie eine „Aura endzeitlichen Heils“ aus:[1] Wo sie einkehren, ist den Gastgebern bereits Gottes zukünftiger Schalom gewiss. Wo sie abgelehnt werden, sollen sie nicht mehr umkehren, sondern den „Staub von ihren Füßen schütteln“ und weiterziehen, also den Ort Gottes Endgericht überlassen (Mt 10,14 f. EU).
- Seine Jünger müssen daher seine Heimatlosigkeit in der unerlösten Welt teilen – bis hin zum nicht gesuchten, aber jederzeit möglichen Martyrium zum Zeugnis der nicht machbaren Nähe Gottes für die ungerecht Leidenden (Mk 8,34 ff. EU). Diese Randexistenz ist das sichtbare Zeichen des notwendigen Konflikts, in den Gottes Zukunft die Gegenwart bringt, um deren Gottferne (Sünde) und Verfallenheit an den Tod aufzudecken.
- Dies bedeutet unbedingte Solidarität mit den gesellschaftlich Ausgegrenzten, die keinerlei Zugangsmöglichkeit zu religiösen, materiellen und politischen Privilegien besitzen. Die Evangelien heben gemäß der damaligen Situation in Israel Zöllner, Dirnen, Krüppel, Bettler, Leprakranke, aber auch Samaritaner und auch einige Römer hervor.[2]
- Wer dies auf sich nimmt, erhält Jesu Verheißung einer hoheitlichen Würde für die Endzeit (Mt 19,28 EU; Lk 22,30 EU): Sie werden sitzen auf Thronen und richten die zwölf Stämme Israels. Dies war in jüdischer Tradition die Aufgabe des Messias selber, die hier auf alle Nachfolger übertragen wird. Diese bilden also eine Art „messianisches Kollektiv“[1] bzw. eine „Vorhut des Reiches Gottes“.[3]

Paulus von Tarsus, der ebenfalls lehrte, dass sich Christen in ihrem Glauben und Handeln ganz an Jesus Christus orientieren sollen, verwendete dafür aber den Begriff der Nachahmung (μιμέομαι mimeomai, z. B. in 1 Kor 11,1 ).

## Christentumsgeschichte

### Alte Kirche
Der Ruf in die Nachfolge gilt jedem Christen. Doch der damit verbundenen Lebensweise, dem Verzicht auf gesicherte Existenz und ein Dasein als Wanderbettler, der sich von dem nährt, was unterwegs zu finden war, folgte im Aufstieg des Christentums bald nur noch eine Minderheit. Da die mit dieser Wanderexistenz verbundene Ethik Jesu aber nicht völlig verdrängt und ins rein Geistige umgedeutet werden konnte, schuf die kirchliche Theologie eine Zweistufenethik: Die Gebote der Bergpredigt, die sich eigentlich an alle Jünger und das umgebende Volk gerichtet hatten (Mt 5,1 ff. ), galten nur noch für besonders Fromme, die sich zu lebenslanger Askese in einer abgeschiedenen Gemeinschaft, dem Kloster und Mönchsorden, entschieden. Der breiten Masse dagegen wurde das Christsein durch Taufe, Teilnahme am Gottesdienst und Sakramentsempfang erleichtert.
Nach Edward E. Malone entsprangen den Unterschieden zwischen der synoptischen und paulinischen Darstellung der Nachfolge Jesu im frühen Christentum die verschiedenen Nachfolge-Typen des Märtyrers, des Eremiten und des Mönches. Die Märtyrer orientierten sich eher am paulinischen Begriff der Mimesis und fassten Nachfolge als einmaligen und unwiderruflichen Akt der Selbstverleugnung und der Kreuzesaufnahme auf, der mit dem freiwilligen Tod des Nachahmers ende. Dieser wird zum Märtyrer, weil er in der Kreuzigung Jesu Christi das Ziel seines Lebens, im eigenen Martyrium also auch das entsprechende Zeugnis und Abbild dieses Ziels sieht.
Clemens von Alexandria und Origenes vertraten erstmals eine weniger radikale Nachfolgeform, die vor allem den freiwilligen Besitzverzicht (Mk 10,21 ; Lk 5,27 f. ; Lk 14,33 ) und das Verlassen von Freunden und Familie (Lk 14,26 ) betonte. Durch diese alltägliche Nachfolge verlor die Nachahmung des Todes Christi an Bedeutung. Stattdessen individualisieren die Nachfolger nun die Lehre, indem sie als Eremiten der Welt zu entfliehen suchten (lateinisch fuga mundi) und abgeschieden außerhalb der Gesellschaft in den Wüsten lebten. Mit Pachomius entwickelte sich ab dem 3. bzw. 4. Jahrhundert eine kollektive Gemeinschaft von Christusnachfolgern in einem schon klosterähnlichen Koinobion.

### Mittelalter

Die sogenannte Conformitas, das Wappensymbol der franziskanischen Orden, zeigt die stigmatisierten Arme von Christus und Franziskus und symbolisiert die Nachfolge Jesu

Nach den Klostergründungen in Südeuropa durch Hieronymus vertieft sich die Imitatio-Christi-Lehre sowohl in der Mönchstradition als auch in der christlichen Mystik.
Die Mönchskultur beschränkt sich nicht nur auf das Klosterleben. Mit der Christianisierung Europas entstanden immer neue Imitatio-Christi-Bewegungen, die sich nicht lokal einschränkten, sondern predigend umherzogen und sich über den ganzen europäischen Kontinent ausbreiteten. Vielfach wird diese Nachahmung auch als vita apostolica bezeichnet. Aus der christlichen Armutsbewegung im Mittelalter, die den Lebensstil Jesu als ungebundener Wanderprediger zu imitieren versuchte, gingen unter anderem die von Franz von Assisi initiierten Minoriten und weitere Bettelorden hervor. Auch die älteren Mönchsregeln sowie die späteren Schriften der Ordensreformer wie Ignatius von Loyola beriefen sich in ihren Weisungen für das Leben der Ordensleute auf die Imitatio-Lehre.
Meister Eckhart und später ein anonymer Autor, der unter dem Namen Johannes Tauler die Schrift Nachfolgung des armen Lebens Jesu veröffentlichte, deuteten die Lehre Jesu im Sinne der Deutschen Mystik. Viele solcher Schriften bemühten sich sowohl um eine korrekte Interpretation als auch um eine modernisierte Anleitung zur Christusnachfolge. Typisches Beispiel im ausgehenden Mittelalter ist die Schrift von Thomas von Kempen De imitatione Christi, die im niederländischen Raum starken Einfluss auf die Devotio moderna gehabt hat.

### Reformation
Besonders die Theologia deutsch, die Schrift eines anonymen Deutschherren aus dem 14. Jahrhundert, die sich fast ausschließlich mit der Nachfolge und dem damit verbundenen „Kristusleben“ beschäftigte, beeinflusste den frühen Martin Luther. Nach der frühen mystischen Phase in Luthers Leben findet aber die Imitatio-Christi-Lehre nur noch indirekt im Wirken des Reformators Bedeutung. Vielmehr richtet Luther seine Konzentration auf die Lehre von der Conformitas Christi.
Anders im Täufertum: Hier wirkt das Nachfolgemotiv zum Teil bis heute stark prägend und kann im Sinne des Tatcharakters des Glaubens als Grundmotiv der Täufer angesehen werden. Ungefähr 1.000 Täufer, wovon 800 Personen namentlich bekannt sind, haben im 16. und 17. Jahrhundert für ihre Glaubensüberzeugung, die sich in einer tatkräftigen Nachfolge Jesu Christi manifestierte, Verfolgung, Gefangenschaft, Folter und Hinrichtung oder Feuertod auf sich genommen.

### Pietismus
Der Pietismus, eine nach dem Dreißigjährigen Krieg einsetzende und die evangelische Kirche erneuernde Reformbewegung, legte wieder verstärkt Gewicht auf die Imitatio-Christi-Lehre. Die Vereinheitlichung der durch den Krieg gespaltenen christlichen Gruppierungen konnte ihrem Ermessen zufolge nur durch die Rückkehr zur urchristlichen Botschaft gelingen, und zwar so, dass man dem Religionsstifter Jesus individuell, aber nicht separierend nachfolgt. D. h. die Nachfolge Christi wird von jedem unterschiedlich ausgelebt und dennoch vereinigen sich die Nachfolger in einer überkonfessionellen Kirche durch die Gemeinsamkeit ihrer Nachfolgeschaft, also unabhängig davon, ob sie lutherisch oder calvinistisch sind. Die Erweckungsbewegungen des späten 18. und 19. Jahrhunderts setzen dieses Anliegen und damit diese spezifische Interpretation der Imitatio Christi fort.

### 18. und 19. Jahrhundert
Schon mit den Mystikern um Meister Eckhart beginnt eine philosophische und besonders ethische Auslegung der Imitatio Christi, die sich dann im Rationalismus (Leibniz) und Idealismus als Kritik (Hegel) fortsetzt. Eine besondere Aufmerksamkeit erfährt die Imitatio Christi in der Philosophie nach der Deutschen Mystik aber erst wieder durch Arthur Schopenhauer, der die Lehre als urchristliche Motivation zur Willensverneinung darstellt. Während Friedrich Nietzsche die Lehre und besonders die Auslegung durch Thomas von Kempen in seinen späteren Jahren ablehnt, entwickelt sich erst in der deutschsprachigen Nachkriegsphilosophie mit Karl Löwith, Jacob Taubes und aktuell mit Peter Sloterdijk ein verstärktes Interesse an der Lehre.

### 20. Jahrhundert
In der modernen Theologie trat das Thema der Nachfolge zurück. Sowohl der moralische als auch der religionskonstituierende Kern der Imitatio Christi sind keine akut behandelten Fragen in der heutigen Theologie oder Religionswissenschaft. Somit wird die theologische Frage, was Nachfolge bedeutet, mehr zum Gegenstand von Untersuchungen durch die historische Jesusforschung.
Eine berühmte Ausnahme war Dietrich Bonhoeffer, der in der Pastorenausbildung der Bekennenden Kirche im Predigerseminar Finkenwalde evangelische Formen der Nachfolge zu praktizieren versuchte. Aus dem Kursbetrieb in Finkenwalde entstand das Buch Nachfolge, dessen Manuskript Bonhoeffer 1937 abschloss. Darin unterscheidet Bonhoeffer zwischen „billiger“ und „teurer“ Gnade. „Billige Gnade“ ist Schleuderware ohne Preis und Kosten. Gerechtfertigt wird dabei nicht der Sünder, sondern die Sünde. Es gibt dabei Vergebung ohne Buße, die Gnade hat also keine Konsequenzen im Leben – es ändert sich nichts, sondern es bleibt alles beim Alten. „Teure Gnade“ hingegen kostet das Leben. Sie ging mit der Verweltlichung der Kirche verloren. Das Mönchtum bewahrte aber die Erkenntnis der teuren Gnade, die Nachfolge einschließt. Irgendwann erklärte man aber die Mönche zu Sonderfällen, für die ein höherer Anspruch gilt als für die restlichen Kirchenmitglieder. Luther wurde erst Mönch, verließ dann aber wieder das Kloster. Er wollte zeigen, dass der göttliche Anspruch sich auf alle Christen bezieht. Die Nachfolger Luthers wiederholten seine reformatorische Entdeckung, dass die Gnade allein reicht. Sie haben aber nicht berücksichtigt, dass bei Luthers Gnadenverständnis die Nachfolge immer impliziert war: Es ging auch ihm um den Bruch mit der Sünde, die Absage an das eigenwillige Leben und den Ruf zur Nachfolge. „Gnade als Voraussetzung ist billigste Gnade; Gnade als Resultat ist teure Gnade.“
Bonhoeffers Lebensbeispiel im Widerstand gegen den Nationalsozialismus machte das Eintreten für die Menschenrechte verfolgter Minderheiten, besonders eine unkündbare Solidarität der Christen mit den Juden, zur gesamtchristlichen Herausforderung. Die Befreiungstheologie griff diese seit den 1960er Jahren mit Basisgemeinden auf. 
In extremer Weise wird die imitatio Christi seit den 1960er-Jahren auf den Philippinen in Form der Selbstkreuzigung praktiziert.

### 21. Jahrhundert

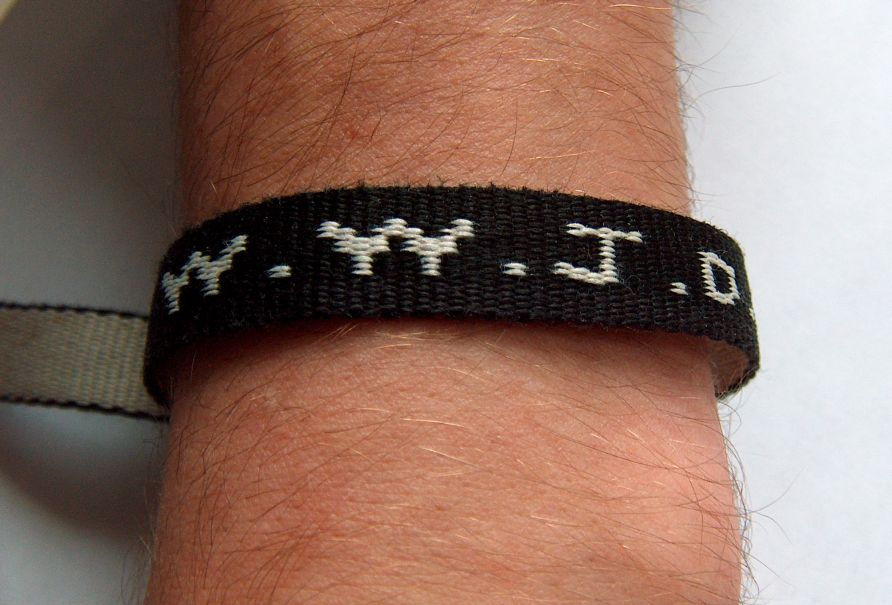
Als Zeichen der Nachfolge tragen manche Christen ein Armband mit den Anfangsbuchstaben der Frage “What would Jesus do?” (Was würde Jesus tun?)

Eine popularisierte Form der Nachfolge Jesu vertreten manche christlichen Jugendgruppen unter dem Slogan “What would Jesus do?” – Was würde Jesus tun? (W.W.J.D.). Diese Bewegung geht auf eine Idee von 1989 des methodistischen Jugendpastors Jamie Tinklenberg in Holland (Michigan) zurück. Angelsächsische evangelikale Autoren benutzen auch heute oft den Begriff discipleship, der sowohl mit Nachfolge als auch mit Jüngerschaft übersetzt werden kann, was aber kaum mehr verstanden und gelebt wird. Der deutsche evangelische praktische Theologe Michael Herbst umschreibt diesen Sachverhalt mit „lebendig, mündig, eine dynamische Ich-Du-Beziehung, Hören und Reden, Empfangen und Weitergeben, Begnadetwerden und Anbeten, Vertrauen und Gesandtwerden“. Einige Pastoren wie der US-amerikanische Baptist und Bestsellerautor David Platt machen jedoch darauf aufmerksam, dass sich viele westliche Christen zu sehr der Konsummentalität der Gesellschaft angepasst hätten und die kontrastierenden Aussprüche von Jesus zur Nachfolge nicht mehr ernst genug nehmen würden.

## Einzelbelege
1. 1 2  Gerd Theißen, Annette Merz: Der Historische Jesus, S. 200
2. ↑  Adolf Holl: Jesus in schlechter Gesellschaft
3. ↑  Helmut Gollwitzer: Befreiung zur Solidarität
4. ↑  Hans Jürgen Milchner: Nachfolge Jesu und Imitatio Christi. Münster 2004, S. 17f.
5. ↑  Edward E. Malone: The monk and the martyr. The monk as the successor of the martyr. Catholic University of America, Washington 1950.
6. ↑  Hans Dieter Betz: Nachfolge und Nachahmung Jesu Christi im Neuen Testament. Tübingen 1967, S. 138ff.
7. ↑  Per Lønning: The dilemma of contemporary theology prefigured in Luther, Pascal, Kierkegaard, Nietzsche. Humanities Press, New York 1962.
8. ↑  William Klassen, Hans-Jürgen Goertz: Nachfolge Jesu Christi. In: Mennonitisches Lexikon. Band 5 (MennLex 5).
9. ↑  Peter Hoover: Feuertaufe. Das radikale Leben der Täufer – eine Provokation. Down to Earth, Berlin 2006, ISBN 3-935992-23-8.
10. ↑  Jens Lemanski: Christentum im Atheismus. Spuren der mystischen Imitatio Christi-Lehre in der Ethik Schopenhauers. Bd. 1, Turnshare, London 2009, ISBN 978-184790-029-6.
11. ↑  Dietrich Bonhoeffer: Nachfolge. In: Wilfried Härle (Hrsg.): Grundtexte der neueren evangelischen Theologie. 2. Auflage. Evangelische Verlagsanstalt, Leipzig 2012, S. 165.
12. ↑  Christoph Daxelmüller: „Süße Nägel der Passion“. Die Geschichte der Selbstkreuzigung von Franz von Assisi bis heute. Düsseldorf 2001, S. 257 ff.
13. ↑  John Gordon Stackhouse: Making the best of it: following Christ in the real world. Oxford University Press, Oxford 2008, S. 189ff.
14. ↑  Michael Herbst: Lebendig! Vom Geheimnis mündigen Christseins. SCM Hänssler, Holzgerlingen 2018, ISBN 978-3-7751-5850-3, S. 6.
15. ↑  David Platt: Keine Kompromisse, Jesus nachfolgen – um jeden Preis. Frontiers, Meinersen 2017, S. 50–115.